# 劉璇 (臺灣)
劉璇（1990年01月03日—），臺灣臺北市人，臺灣女演員，參加了《大學生了沒》節目成為固定班底，從而踏入演藝圈。2018年5月簽約宇朕娛樂。
劉璇與舒子晨為多年好友，並曾於2019年9月8日，與Sam Lin一同參與SEIKO主辦之城市路跑賽事。

## 戲劇作品
| 播出年份 | 電視台 | 劇名             | 飾演 | 備註 |
| 2014年   | 酷瞧   | 恐怖⾼校⽣       |      |      |
| 2015年   | 中天   | PMAM之慾望俱樂部 |      |      |

## 相關作品

### 錄影
- 《大學生了沒》
- 《康熙來了》
- 《上班這黨事》
- 《綜藝大集合》
- 《天才衝衝衝》
- 《型男大主廚》
- 《飢餓遊戲》
- 《麻辣天后傳》
- 《全民星攻略》
- 《歡樂智多星》
- 《食尚玩家》

### 廣告
- ⼋仙樂園25週年廣告

### MV
- 新娘-胡恩瑞

## 外部連結
- 劉璇的Facebook專頁
- 劉璇的Instagram帳戶